# Badia de Sant Feliu
La badia de Sant Feliu és una badia de la mar Mediterrània situada a la costa del Baix Empordà, davant de la ciutat de Sant Feliu de Guíxols. S'estén des de la punta de Garbí, a ponent, fins a la punta del Molar, a llevant. Està encerclada per serres que davallen cap el mar i encaren la ciutat cap a migdia, amb el Puig de les Forques, de 78 m, a llevant, i la muntanya del Castellar o de Sant Elm, de 99 m, a garbí. Hi desemboquen la riera del Monestir, que desemboca a ponent de la badia, formada dins la ciutat per les rieres de Sant Amanç i de les Comes, i la riera de Tueda, que desemboca a llevant de la mateixa badia.
La punta dels Guíxols, un promontori granític, on al segle IV aC s'hi establí un poblat iber, divideix la badia en dos, amb la platja de l'Abric, actual platja de Sant Feliu, a ponent, i la platja de Calassanç a llevant, on el 1904 es començà a construir el port de Sant Feliu de Guíxols, amb l'escullera que tanca la badia.

## Construcció del port
La badia conforma un port natural, però abans de la construcció de l'escullera, els temporals podien provocar importants danys, com va succeir el 27 d'octubre de 1882 al matí, quan un violent temporal del sud va trencar totes les amarres de dues embarcacions que hi estaven amarrades: el llagut Pepito, de Sant Feliu, i el bergantí francès JL. Centenars de guixolencs es van llençar a rescatar els tripulants i a pujar amb cordes platja amunt el llagut, per evitar més destrosses. També hi hagué dos naufragis importants a la badia: el vapor espanyol Betis, l'any 1877, i el del bergantí goleta anglès Margaret Hain, el 1889, que motivaren que finalment el 1904 comencés la construcció de l'escullera.

## Activitats a la badia
Davant del promontori dels Guíxols s'hi produïren musclos, des de 1930 fins 1968, en dues muscleres, unes estructures flotants.
El Club Nàutic Sant Feliu de Guíxols organitza regates de llagut català que travessen la badia, des del Moll de Pedra de sa Roca Grossa, a la platja del Racó de Garbí, fins les Balelles, uns illots prop de la punta de Molar.